# PKKB Nr. 18 und 19
Die Prignitzer Kreiskleinbahnen Nr. 18 und 19 waren zwei dreiachsige schmalspurige Tenderlokomotiven der Kleinbahnen der Kreise Ost- und Westprignitz.

## Geschichte
Für das gewachsene Netz der Kleinbahnen der Kreise Ost- und Westprignitz lieferte Henschel 1914 zwei Lokomotiven, wobei eine für die Kleinbahn Kyritz-Hoppenrade-Breddin (Nr. 18) und eine für die Kleinbahn Perleberg-Hoppenrade (Nr. 19) bestimmt war.
Ab 1941 trugen sie Nummern des Landesverkehrsamtes Brandenburg 07-23 und 08-20. Die erste Lok musste 1945 als Reparationsleistung abgegeben werde, die zweite blieb auf der angestammten Strecke und wurde 1949 von der Deutschen Reichsbahn mit der Nummer 99 4701 übernommen.
1960 erhielt die Lokomotive einen neuen Langkessel samt Dom und eine Feuerbüchse aus Stahl der Rahmen wurde verlängert und geschweißt, außerdem wurden Wasserkästen und Führerhaus neu angefertigt. 1970 wurde sie ausgemustert. Danach diente sie in einem Betonwerk in Wöllstein noch als Dampfspender, wo sie als Denkmal erhalten blieb. Anfang April 2025 wurde 99 4701 per Tieflader zur Preßnitztalbahn in Jöhstadt transportiert. Über die weiteren Pläne wurde noch nichts Offizielles verlautbart.

## Technische Merkmale
Die Lokomotiven hatten einen Innenrahmen, sie verfügten über Heusinger-Steuerung, angetrieben wurde die dritte Achse. Bei der Rekonstruktion erhielt die 99 4701 einen neuen Kessel, das Führerhaus wurde vergrößert und modernisiert und der Kohlenkasten an die Rückseite des Führerhauses gelegt. Um eine bessere Bogenläufigkeit zu erreichen, waren die Spurkränze des mittleren Radsatzes geschwächt.